# Neckera subulata
Neckera subulata là một loài rêu trong họ Neckeraceae. Loài này được (P. Beauv.) Müll. Hal. mô tả khoa học đầu tiên năm 1850.